# Cullen skink
La Cullen Skink és una sopa de peix tradicional i molt popular a Escòcia que es menja com a primer al Sopar de Burns, seguida de l'haggis, una mena de botifarra negra, acompanyada de puré de patata (tattie), de naps (neep) o de les dues coses. Es menja també durant la resta de l'any. És una sopa senzilla que es fa amb eglefí, un peix semblant al bacallà que es consumeix molt a Escòcia, fumat, amb llet, patata i ceba. Són ingredients que els escocesos solen tenir al rebost, i a més es cuina d'una manera bastant senzilla i ràpidament.
Al començament aquesta sopa es feia amb carn, de xai o d'ovella, però després va aparèixer també la versió que substitueix la carn per aquest peix semblant al bacallà i sembla que va acabar agradant més, o en tot cas ara es fa ja només en aquesta segona versió. La Cullen Skink amb eglefí està referenciada per escrit al diari de James Boswell, en 1773. Actualment és present a la majoria de llibres de cuina escocesa i sovint forma part dels menús de bars i restaurants del país.